# Leernes (métro léger de Charleroi)
 (août 2022).
Si vous disposez d'ouvrages ou d'articles de référence ou si vous connaissez des sites web de qualité traitant du thème abordé ici, merci de compléter l'article en donnant les références utiles à sa vérifiabilité et en les liant à la section « Notes et références ».
La station Leernes est une station en service du métro léger de Charleroi située sur l'antenne de Fontaine-l'Évêque et de Anderlues. Elle se situe à quelques centaines de mètres de la cité Tout-Vent de Leernes.

## Caractéristiques
La station est sobrement décorée, dans le même style que Morgnies et Paradis.

## Services aux voyageurs

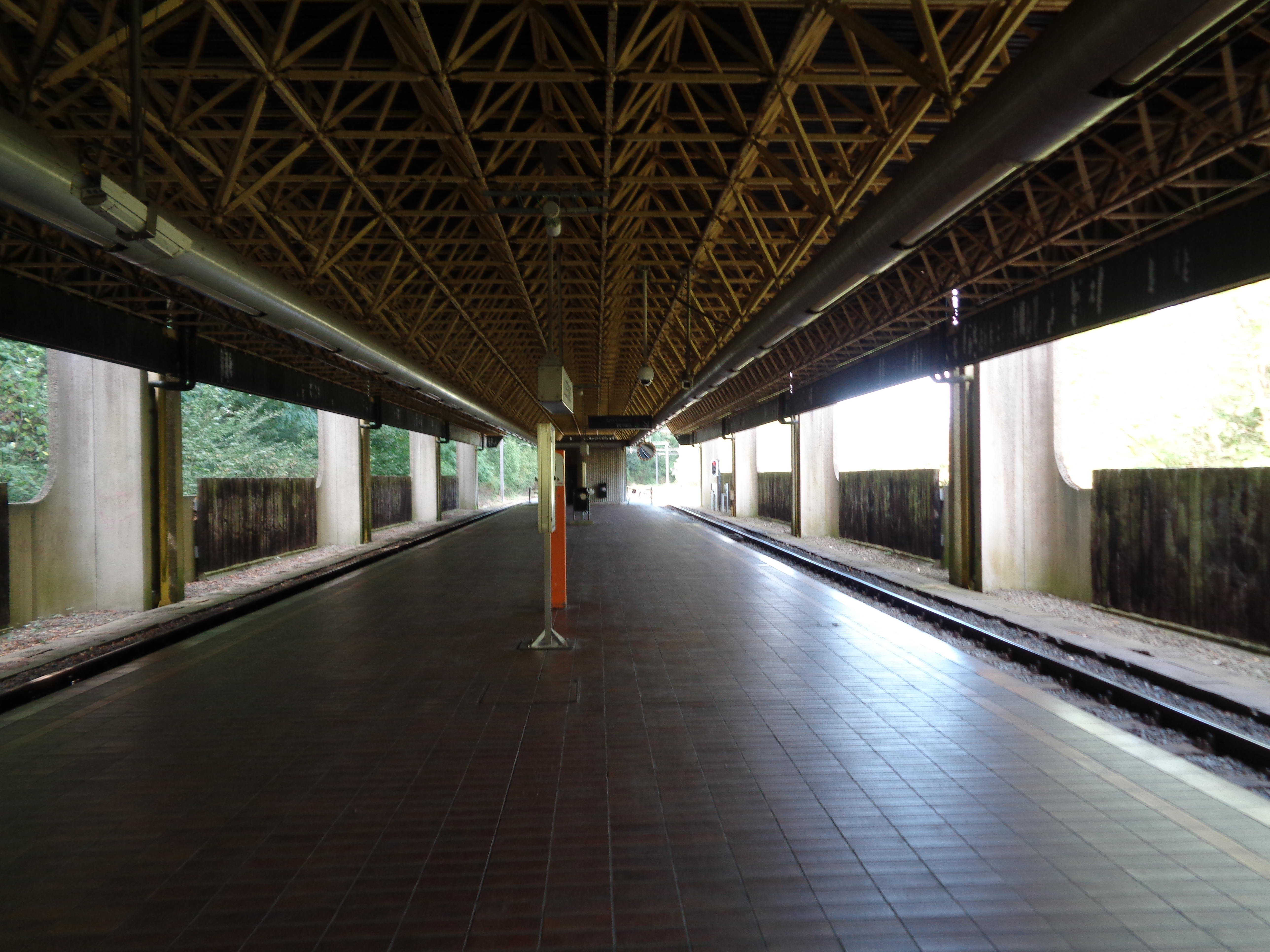
Quai de la station.

### Accès et accueil
Un distributeur de titres de transport est présent sur le quai.

### Desserte
La station est desservie par les lignes M1 et M2.